# Cattedrale del Sacro Cuore (Vientiane)
La Cattedrale del Sacro Cuore (in lao ວັດກາໂທລິກ ນະຄອນວຽງຈັນ; in francese Cathédrale du Sacré-Cœur de Vientiane), o comunemente conosciuta come Cattedrale di Vientiane, è il più grande luogo di culto cattolico di Vientiane, sede del suo vicariato apostolico. La chiesa è situata nel distretto di Rue de la Mission, vicino all'ambasciata francese ed è la più grande chiesa cattolica in tutta la nazione.
La cattedrale fu costruita dalla Società per le missioni estere di Parigi nel 1928, quando il Laos faceva ancora parte dell'Indocina francese. La sua gestione fu presto affidata all'istituto religioso dei Missionari oblati di Maria Immacolata. L'architettura della cattedrale appartiene allo stile neoromanico e presenta al suo interno diverse immagini di San Giovanna d'Arco e Santa Teresa di Lisieux.
Quando nel 1952, con la bolla  "Est in Sanctae Sedis" , papa Pio XII istituì il vicariato apostolico di Vientiane (in latino: Vicariatus Apostolicus Vientianensis), la Cattedrale del Sacro Cuore ne divenne la sede. L'edificio fu restaurato fra il 2004 e il 2005. La cattedrale è affidata alla responsabilità pastorale del Vescovo Jean Khamse Vithavong.